# Melanolophia lalanneae
Melanolophia lalanneae là một loài bướm đêm trong họ Geometridae.